# Ericeia pertendens
Ericeia pertendens là một loài bướm đêm trong họ Erebidae.

## Hình ảnh

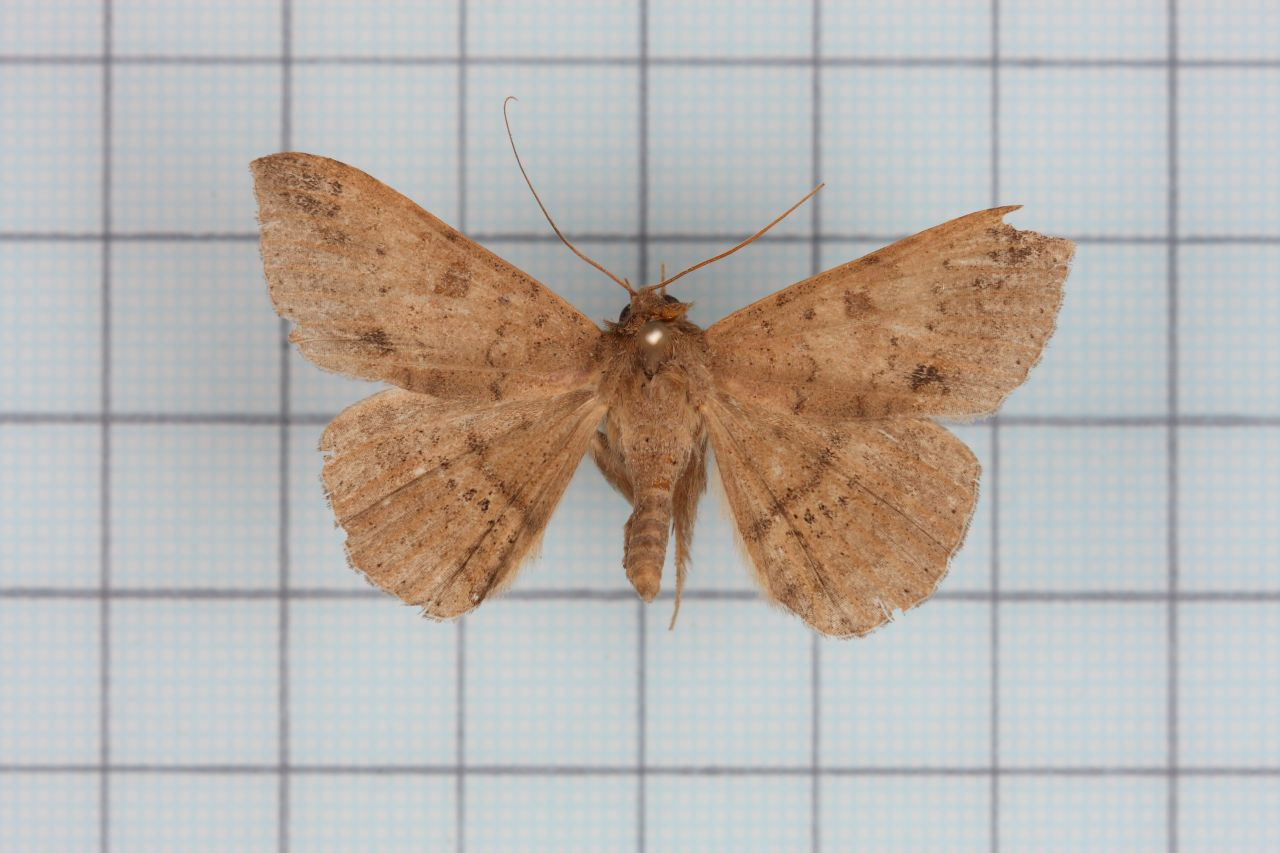
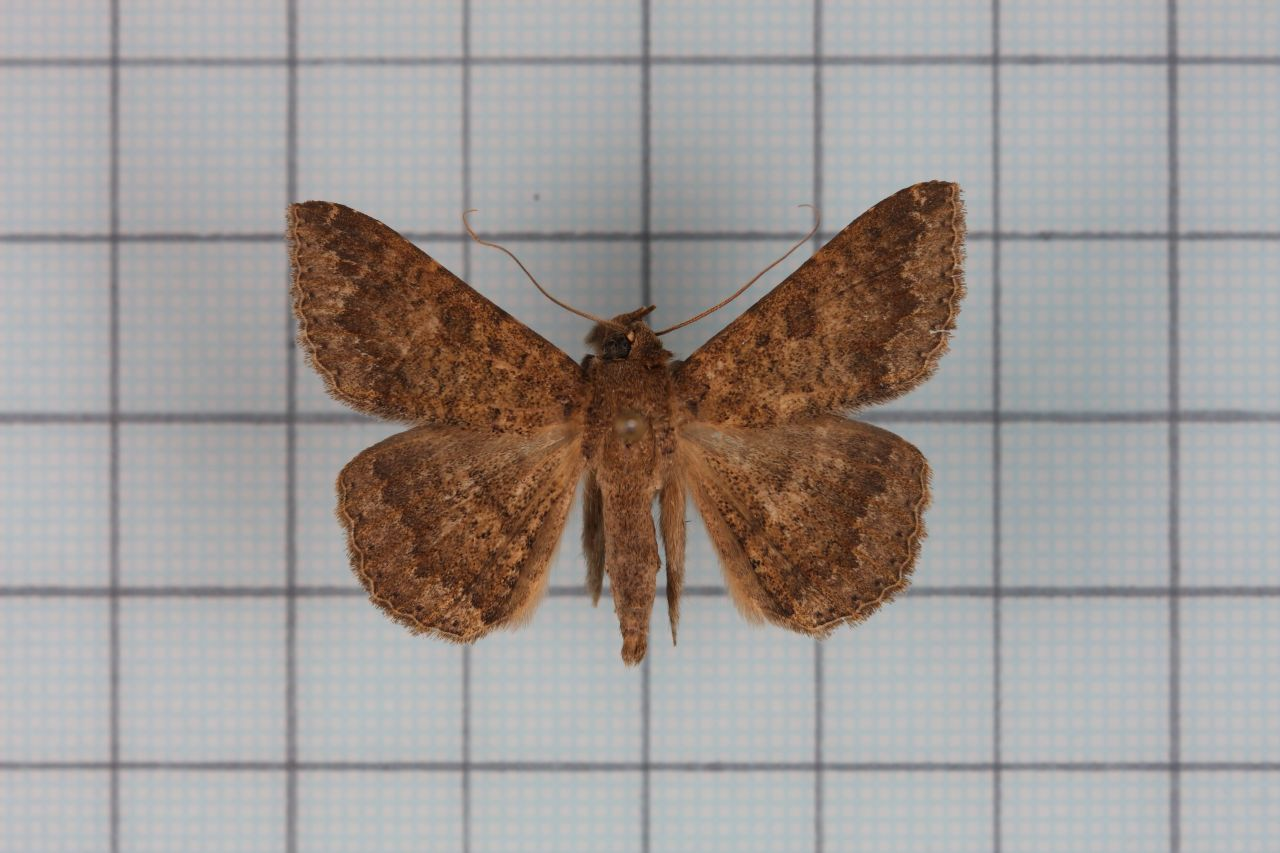